# Tomás Mackey
Tomás Mackey (* 20. Januar 1953 in Rosario) ist ein argentinischer Baptistenpastor, Theologieprofessor und emeritierter Dekan des Internationalen Theologischen Seminars Buenos Aires. Seit Juli 2020 ist er der 22. Präsident des Baptistischen Weltbundes, zu dem 245 nationale Kirchengemeinschaften mit rund 47 Millionen gläubig getauften Mitgliedern gehören.

## Leben und Werk
Tomás Mackey absolvierte zunächst ein Studium am Internationalen Baptistischen Theologischen Seminar in Buenos Aires, das er als Bachelor abschloss. Es folgten weitere Studienjahre am Southwestern Baptist Theological Seminary in Fort Worth/Texas (USA), die er als Magister verließ. Anschließend wurde er zum DMin promoviert.
Seit 1978 ist Tomás Mackey als Geistlicher tätig. Ende 1987 übernahm er gemeinsam mit seiner Frau den pastoralen Dienst in der Baptistengemeinde in Once, einem traditionellen Stadtteil von Buenos Aires, der heute im Verwaltungsbezirk Balvanera liegt. Trotz vieler innerkirchlicher und überkonfessioneller Aufgaben blieb er dieser Gemeinde als Pastor bis heute verbunden.
Seit 1979 lehrte er als Professor am Internationalen Theologischen Seminar der argentinischen Baptisten. Von 1993 bis 2004 war er Dekan dieser pastoralen Ausbildungsstätte. Innerhalb des argentinischen Baptistenbundes, der Argentine Baptist Association (ABA), wirkte er in zahlreichen Arbeitsbereichen, unter anderem von 1976 bis 1978 als Generalsekretär des Jugendverbandes, als dessen geistlicher Berater seit 2005 bis heute und in der Leitung des baptistischen Pastorenverbandes. Auch arbeitete Mackey in konfessionellen und überkonfessionellen Zusammenschlüssen. Er war Mitarbeiter der Unión Bautista de Latinoamérica (UBLA), dem südamerikanischen Regionalverband des Baptistischen Weltbundes. Er war Delegierter bei der Assoziation der argentinischen Ausbildungsstätten von Pastoren und Pastorinnen (ASIT) und gehörte zu den Gründungsmitgliedern der Alianza Cristiana de Iglesias Evangélicas de la República Argentina (ACIERA), dem argentinischen Nationalverband der Weltweiten Evangelischen Allianz.
Innerhalb des Baptistischen Weltbundes war er seit etwa 1990 als Delegierter seines argentinischen Gemeindebundes und als Mitglied verschiedener Komitees tätig. Beteiligt war er auch an den bisherigen Treffen des katholisch-baptistischen Dialogs. Er gehörte außerdem zu den örtlichen Arbeitskreisen, die den Jugendkongress des Weltbundes (1983) und Weltbund-Kongress (1995) vorbereiteten. Beide Kongresse fanden in Buenos Aires statt.
Im Juli 2020 wurde Tomás Mackey als Nachfolger des Südafrikaners Paul Mzisa zum Präsidenten des Baptistischen Weltbundes berufen. Die Amtszeit dauert bis 2025. Seine erste Auslandsreise in dieser Funktion führte ihn nach Deutschland. Hier besuchte er neben verschiedenen Gemeinden die Theologische Hochschule in Wustermark-Elstal.
Familie
Mackey ist seit 1975 mit Febe, geborene Libert, verheiratet; der Ehe entstammen zwei Kinder, eine Tochter und ein Sohn.

## Veröffentlichungen (Auswahl)
- Herausforderungen für die Baptisten in Argentinien. In: Baptisten weltweit. Ursprünge, Entwicklungen, Theologische Identitäten (Hrsg. Erich Geldbach). Band 7 in der Reihe Die Kirchen der Gegenwart (Hrsg. Gury Schneider-Ludorff, Walter Fleischmann-Bisten). Vandenhoeck & Ruprecht: Göttingen 2021. ISBN 978-3-525-56500-1. S. 376–386.